# Fernando María Inocencio de Baviera
Fernando María Inocencio de Baviera (en alemán, Ferdinand Maria Innozenz von Bayern; Bruselas, 5 de agosto de 1699 - Múnich, 9 de diciembre de 1738) fue un príncipe bávaro y mariscal de campo imperial.

## Biografía
Fernando María Inocencio era el hijo del elector Maximiliano II Emanuel de Baviera (1662-1726) de su matrimonio con Teresa Cunegunda Sobieska (1676-1730 ), hija del rey Juan III Sobieski de Polonia.
Sirvió como general en el ejército imperial. En 1738, fue promovido a mariscal de campo y Feldzeugmeister imperial.
Murió en 1738 y fue enterrado en la Iglesia de los Teatinos en Múnich.

## Matrimonio e hijos
Fernando María Inocencio se casó el 5 de febrero de 1719 en Zákupy con María Ana Carolina, única hija sobreviviente del conde palatino Felipe Guillermo Augusto de Neoburgo y Ana María Francisca de Sajonia-Lauenburgo. Tuvo los siguientes hijos:
- Maximiliano Francisco José (1720-1738).
- Clemente Francisco de Paula (1722-1770), casado en 1742 con la condesa palatina María Ana de Sulzbach (1722-1790).
- Teresa Emanuela (1723-1743).

Fernando también tuvo un hijo de una relación extramarital con la condesa María Adelaida Fortunata Spaur (1694-1781):
- José Fernando (1718-1805), general del regimiento "Conde de Salerno", casado:
  1. en 1753 con la condesa María Mechtilde de Törring (1734-1764)
  2. en 1766 con la condesa Josefa de La Rosee (m. 1772)